# Soveria Simeri
Soveria Simeri ist eine italienische Gemeinde mit 1452 Einwohnern (Stand 31. Dezember 2023) in der Provinz Catanzaro, Region Kalabrien.
Das Gebiet der Gemeinde liegt auf einer Höhe von 378 m über dem Meeresspiegel und umfasst eine Fläche von 22 km². Die Nachbargemeinden sind Sellia, Sellia Marina, Simeri Crichi und Zagarise. Soveria Simeri liegt 16 km nordöstlich von Catanzaro und 12 km vom Ionischen Meer entfernt.
Die Gemeinde ist landwirtschaftlich geprägt.